# Marina ottomana
La Marina ottomana (in ottomano: دونانمای همایون, Donanma-yı Humâyûn) fu la forza navale ai tempi della Sublime Porta, una delle maggiori potenze navali sulla Terra. Era impegnata in Mar Mediterraneo, Mar Nero, Mar Rosso, Golfo Persico e Oceano Indiano. L'armata ottomana è una parte importante della coscienza storica di molte nazioni quali la Francia, l'Algeria, la Tunisia e la Libia (che la vedono come loro alleata) o come Malta, l'Italia e la Spagna, che la vedono come un rivale (persino Miguel de Cervantes ha fatto parte della Lega Santa per combattere i Turchi nella terza battaglia di Lepanto nel 1571). Le immagini e gli attacchi della marina ottomana sono descritti sulle pareti di molti palazzi famosi dell'Europa, quali palazzo Pitti a Firenze e il palazzo del Doge a Venezia.

## Le origini
La flotta turco-ottomana, da cui nel 1793 derivò direttamente la Marina ottomana, nacque prima dell'Impero ottomano propriamente detto, quando, alla fine del 1200, i Turchi iniziarono a dominare tratti della costa anatolica, eredi della marina del sultanato di Rum che, sin dal X secolo, si era opposta ai Bizantini nell'Egeo.
Fu solo all'inizio del 1300, però, che la marina ottomana iniziò a rappresentare un'importante pedina della politica turca, soprattutto dopo la sua prima grande vittoria, nel 1308, a Kalolimno (İmralı) che comportò una certa superiorità navale nel Mar di Marmara. Questo permise l'insediamento dei turchi in Europa, che precedette la definitiva conquista dell'Anatolia. La marina ottomana, composta inizialmente per lo più da galee e galeotte/fuste, riuscì nel volgere di un secolo a crescere enormemente, diventando una delle più importanti del Mediterraneo, tanto che nel 1423 lottò, quasi su un piano di parità, con la flotta veneziana, riuscendo, nei primi '40 anni del XV secolo, a conquistare importanti basi navali in tutto l'Egeo, nello Jonio e in Albania (controllando dunque anche gli imbocchi dell'Adriatico).

Fu però solo dopo il 1453, con la conquista di Costantinopoli (e nei successivi 10 anni di guerre continue, anche contro Genova), che la marina ottomana si affermò tra le grandi potenze euro-mediterranee. Alla fine del 1400 la flotta turca era composta, in media, da una quarantina di galere e da alcune maone, o galere grosse, più una miriade di galeotte, fuste e altre imbarcazioni minori, di dimensioni superiori alle marine francesi e napoletane, e grosso modo uguali a quella della flotta veneziana in tempo di pace. Il comando della flotta era affidato al Capitan pascià (in arabo کاپیتان پاشا‎?; in turco kapudan paşa), figura appositamente creata dal sultano Maometto II.

## Il Cinquecento
Sotto il regno di Selim I, e in particolare dopo il 1516, la marineria ottomana iniziò a crescere costantemente, favorita dalla contemporanea conquista di buona parte della costa mediterranea (soprattutto musulmana), segnatamente del Sultanato dei Mamelucchi egiziani (all'epoca padrona di buona parte della Siria e dell'attuale Libano), e la conquista dell'importante base navale di Rodi nel 1522. Negli anni successivi la flotta ottomana, comandata da ottimi e preparati ufficiali (e dotata di cartografi di grandissime capacità, come Piri Reìs), riuscì a sconfiggere numerose squadre navali musulmane e cristiane, in particolare quella spagnola nella battaglia di Formentera nal 1529, dimostrando di essere in grado di operare anche nel Mediterraneo occidentale.
Questi successi permisero di espandere l'influenza ottomana a tutta la sponda meridionale del Mediterraneo fino al regno del Marocco, con conquiste di tutti i potentati barbareschi. Le potenze cristiane, per poter combattere su un piede di parità, erano costrette ad allearsi tra loro, cosa che non evitava loro gravi sconfitte, come a Prevesa nel 1538 (quando furono battute le squadre veneziane, imperiali, maltesi e pontificie). Anzi alcune potenze cristiane, come la Francia, superarono definitivamente la logica della crociata e si allearono con la Sublime porta, anche acconsentendo alle squadre ottomane di svernare a Tolone.
La flotta turca operò anche nell'Oceano Indiano, prima per espellere (con successo) i Portoghesi dal Mar Rosso, poi in sostegno della marina del sultanato di Aceh (nell'attuale Indonesia), che, negli anni '60 del 1500 chiese la protezione degli Ottomani contro le potenze europee. Le operazioni nell'Oceano Indiano segnarono alti e bassi (anche perché condotte in buona parte da vascelli tecnologicamente inadatti), mentre nel 1571, a Lepanto, le flotte ottomane e barbaresche furono duramente sconfitte nella più grande (ma strategicamente inconcludente) battaglia del XVI secolo.

## Il Seicento
La marina ottomana si riprese molto presto da quella disfatta, modernizzandosi, anche se lentamente, tanto che nei primi anni del 1600 risultò (come del resto quella veneziana) spiazzata dalle prestazioni dei nuovi vascelli (galeoni) utilizzati dal viceré spagnolo di Napoli Osuna e dagli Spagnoli.
Molto rapidi ad accettare questa novità furono invece i Barbareschi, soggetti agli Ottomani, ma liberi di operare come corsari fruenti di amplissima autonomia. Le flotte barbaresche riuscirono, anzi, a spingersi nell'Atlantico settentrionale, tanto che nel '600 arrivarono fino a saccheggiare l'Islanda (1627) e le isole Britanniche.
Il Seicento vide l'affermazione dei vascelli a vela e la parziale sostituzione delle galere nelle marine mediterranee, inclusa quella ottomana. Durante la lunga guerra di Candia le flotte ottomane somigliarono sempre più a quelle dell'Europa occidentale, per tipo e numero di navi, anche se risultarono perdenti nei confronti con la marina veneziana. Cosa che non impedì la loro vittoria strategica (nel 1669 l'impero raggiunse il suo zenit territoriale).

## Il Settecento
Nel corso del XVIII secolo, la marina ottomana conobbe più sconfitte che vittorie, sebbene fosse ancora considerevole.
 
Alla mezza vittoria di capo Matapan del 1718 (contro l'alleanza tra Venezia, Malta e il Portogallo) seguì la dura sconfitta di Cesme patita dall'emergente potenza navale russa nel 1770. La flotta ottomana, comunque, mantenne una linea di battaglia tra i 20 e i 35 vascelli per tutto il 1700 (affiancati da alcune decine di galere), cosa che la collocavano dietro le grandi potenze (Francia, Spagna e, soprattutto, Regno Unito) ma in una posizione ragguardevole e paragonabile a quella di Russia, Paesi Bassi e poco superiore a quella di Venezia. Molto superiore risultava la flotta ottomana nei confronti delle medio-piccole potenze navali, come il regno unito di Danimarca-Norvegia, la Svezia o il Regno di Napoli. Anzi, nel corso del XVIII secolo, la marina ottomana fu progettata per essere specificatamente superiore a quella veneziana e a quella russa (schierando anche ottimi vascelli di primo rango) ma non fu più pensata per essere superiore ad ogni altra nel Mediterraneo, com'era ancora all'inizio del 1600. Contemporaneamente il Nord Africa si rendeva di fatto indipendente dall'Impero ottomano, praticando la guerra di corsa per proprio conto, e aiutando la Sublime Porta solo alle proprie condizioni, privando così la flotta ottomana di ottime fregate, sciabecchi e vascelli leggeri (soprattutto di quinto rango).

## L'Ottocento

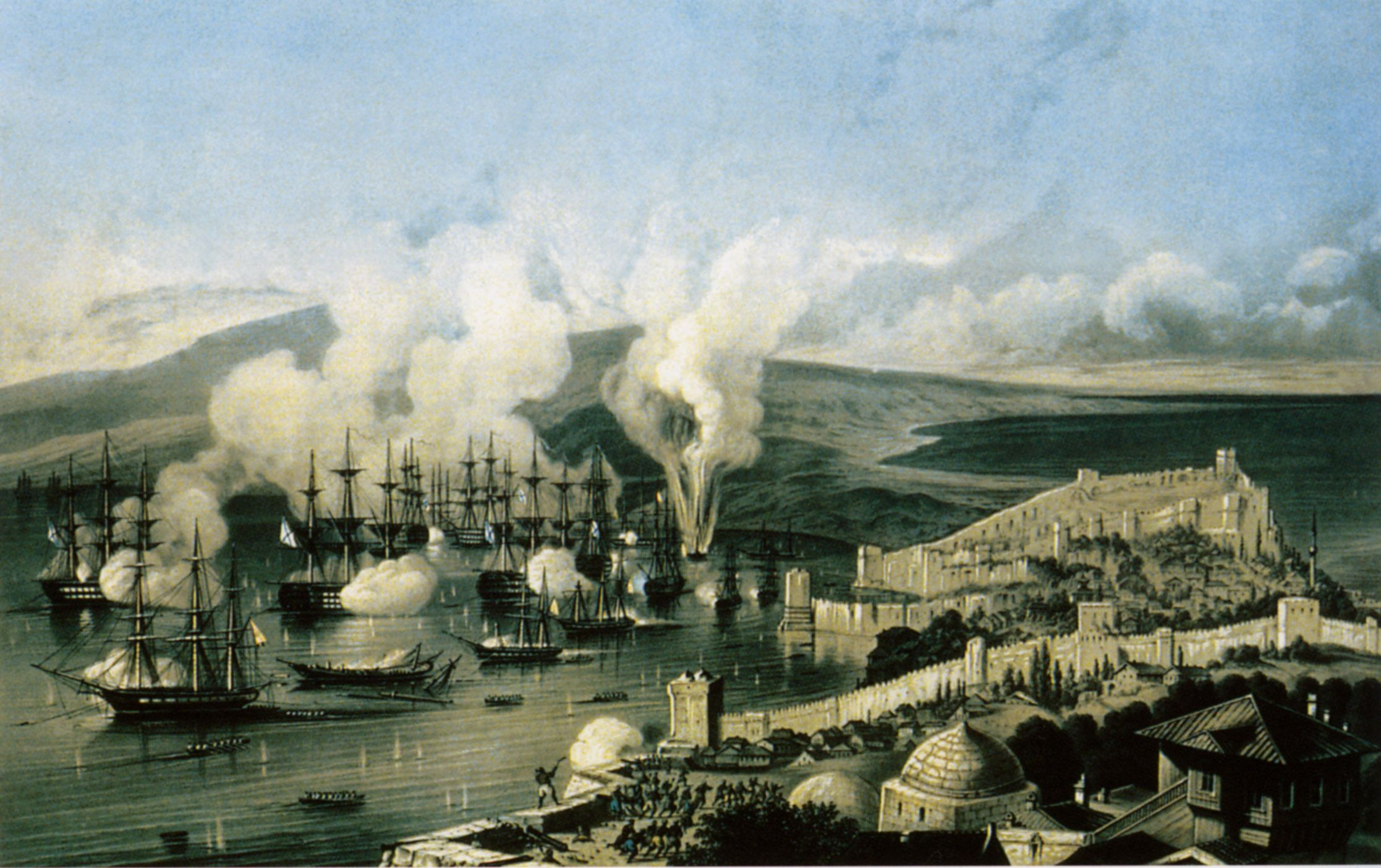
La battaglia di Sinope in un quadro di A. Bogolyubov.

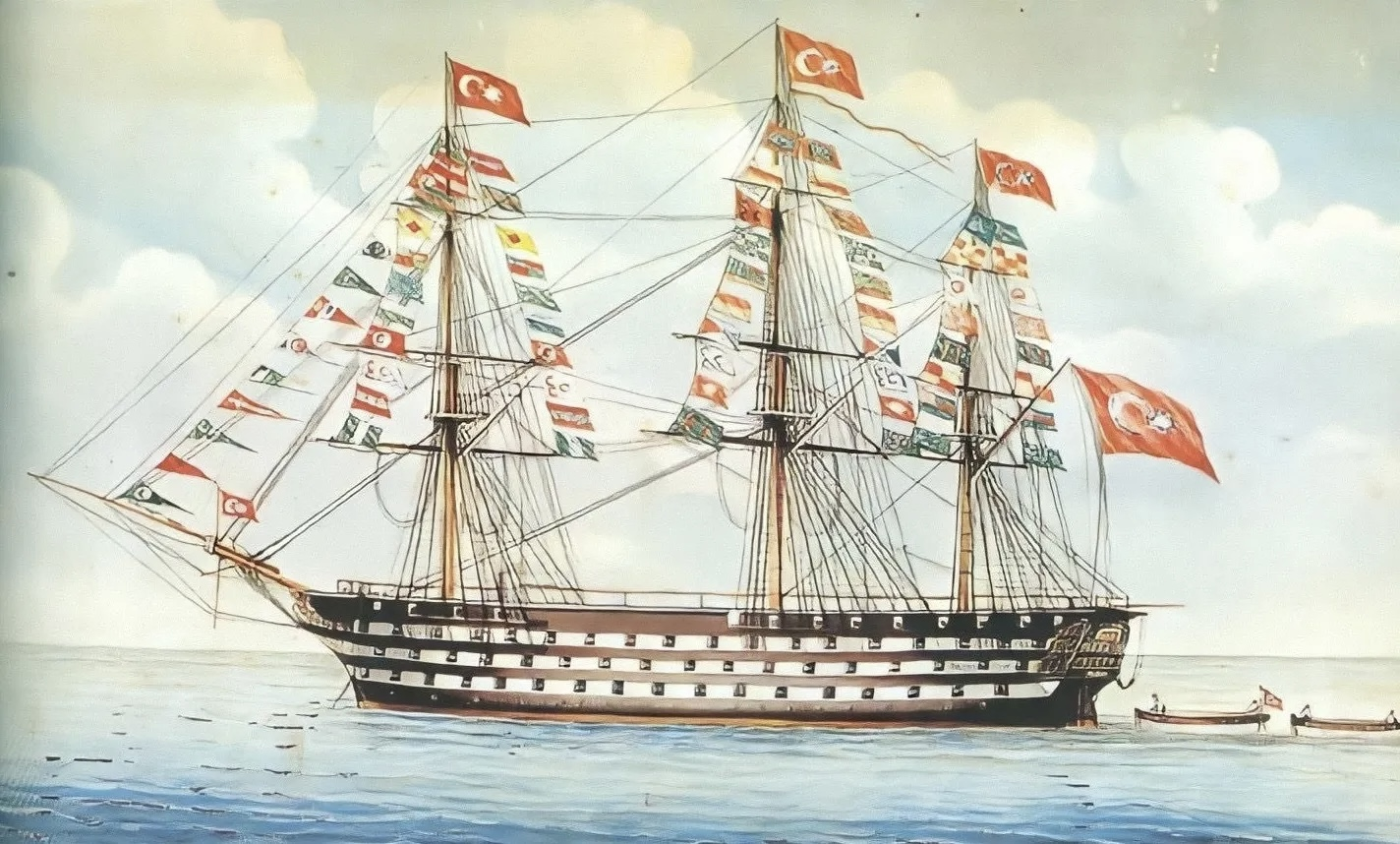
Il vascello Mahmudiye del 1829 con 3 ponti e 128 cannoni. Misurava 62x17x7 m.

Nell'Ottocento ebbe vari scontri con la flotta russa, tra cui la battaglia di Sinope e la precedente battaglia di Navarino nella quale una squadra anglo-franco-russa distrusse la flotta turco-egiziana.
La battaglia di Navarino fu combattuta nelle acque del porto del Peloponneso il 20 ottobre 1827, nel quadro della guerra d'indipendenza greca. Le flotte alleate inglesi, francesi e russe distrussero la flotta egiziana di Ibrāhīm Pascià, inviata in aiuto alle forze ottomane impegnate nella repressione greca.
Le istruzioni agli Ammiragli (le regole d'ingaggio, come verrebbero chiamate oggi) non prevedevano azioni offensive contro gli ottomani e gli egiziani, ma in risposta a colpi di moschetto partiti da una lancia turca contro una lancia britannica, Codrington ordinò di aprire il fuoco e lo scontro divenne una battaglia generalizzata. Dopo tre ore di combattimento, tutte le navi egiziane e turche all'ancora nel porto furono affondate e, con esse, pressoché annientato il potenziale della flotta ottomana.
Codrington venne sconfessato dal governo britannico, che non avrebbe gradito, al di là della simpatia dell'opinione pubblica per gli insorti ellenici, un indebolimento dell'Impero ottomano. Navarino è forse la sola vittoria che la Royal Navy non suole celebrare.
L'Ammiraglio francese de Rigny, invece, acquisì popolarità in patria e, sotto Luigi Filippo, divenne Ministro della Marina.
Nella battaglia di Sinope accaduta il 30 novembre 1853 nella rada della città portuale di Sinope, in Turchia settentrionale, due squadre navali della Marina Imperiale Russa, composte da tre vascelli ognuna ed al comando dell'ammiraglio Pavel Nakhimov, entrarono in rada ed aprirono il fuoco contro le navi del viceammiraglio Osman Pascià, distruggendole tutte tranne una. Questo scontro, oltre ad essere ricordato come l'ultima grande battaglia dell'epoca della vela, segna l'inizio della guerra di Crimea (1854–1856).
I combattimenti in mare tra la Russia Imperiale e l'Impero Ottomano stavano andando avanti da settimane e gli ottomani avevano inviato numerosi squadroni a pattugliare il Mar Nero. Uno di questi al comando di Osman Pascià, si unì a Sinope alla fregata Kaid Zafer che aveva fatto parte di una pattuglia precedente e venne raggiunto (probabilmente) dalla Ta'if, una fregata a vapore di uno squadrone più piccolo. Gli Ottomani avrebbero voluto inviare a Sinope dei vascelli, ma l'ambasciatore britannico a Istanbul aveva cancellato questo piano e vennero inviate solo fregate. È possibile che questo venne fatto deliberatamente in modo che la Russia attaccasse una flotta più debole. Il Regno Unito e la Francia appoggiavano l'Impero Ottomano contro la Russia Imperiale, ma non volevano iniziare una guerra. Quando divenne chiaro che ci sarebbe stata, sperarono che la Russia avrebbe fornito il casus belli.
La battaglia durò circa un'ora, i russi usarono i nuovi cannoni Paixhans, capaci di impiegare proiettili esplosivi, sviluppati alcuni anni prima dal generale francese Henri-Joseph Paixhans, per distruggere la flotta ottomana, e solo la Ta'if riuscì a sfuggire a Istanbul, inseguita dai vapori russi. Vi arrivò il 2 dicembre.

## Il novecento
Nel 1911-1912, durante la Guerra italo-turca, la marina turca fu assalita dagli italiani fin dal 29 settembre, primo giorno di operazioni. La squadra dell'ammiraglio Luigi di Savoia, Duca degli Abruzzi distrusse la torpediniera turca Trocat al largo di Prevesa. Il 30 distrusse a Governizza il cacciatorpediniere Tajar e la torpediniera Antalya e catturò il panfilo armato Tarabulus (ex-inglese Thetis poi riutilizzato dagli italiani col nome di Capitano Verri) e un trasporto, indebolendo la squadra ottomana dell'Adriatico che allineava 2 incrociatori, 4 torpediniere e 2 cannoniere fluviali.
La squadra turca più potente era quella basata a Beirut. Comprendeva le navi da battaglia Barbaros Haireddin e Turgut Reis, gli incrociatori Mecidiye e Hamidiye, i cacciatorpediniere Jadighiari Milet, Nemamehamiet, Morenivetmilié, Samsum, Jarhissar, Thaxos, Bassora e la nave appoggio Teirimughian che eseguirono l'ordine di rifugiarsi nel Mar di Marmara per unirsi al resto della squadra ed evitare lo scontro con la più potente flotta italiana. Lasciarono a Beirut la cannoniera Avnillah e due unità minori, distrutte il 24 febbraio 1912 nella Battaglia di Beirut.
Rimase la squadra del Mar Rosso, composta da un cacciatorpediniere, nove cannoniere, uno yacht armato e alcuni sambuchi. La prima cannoniera fu trovata e distrutta nel Golfo di Aqaba da un incrociatore italiano nel 1911; altre azioni di guerra portarono alla distruzione di un'altra cannoniera e di undici sambuchi ottomani.
Nel 1912 le cannoniere rimaste, Autah, Ordon, Costamuni, Refakie, Moka, Bafra e Quenkeche furono rintracciate insieme allo yacht Shipka (ex-francese Fauvette) e a un trasporto e impegnate nella cosiddetta battaglia di Kunfida da una squadra italiana di un incrociatore e due cacciatorpediniere. Le cannoniere e il trasporto furono distrutte e lo yacht catturato e riutilizzato dagli italiani come cannoniera fino al 1924 sotto il nome di Cunfida.
Nel 1912 durante la prima guerra balcanica una squadra turca combatté e perse la battaglia di Elli contro una forza greca, ritirandosi senza perdere navi. Il 16 dicembre 1912, la flotta ottomana uscì dai Dardanelli nel tentativo di forzare il blocco nemico, scontrandosi con una squadra navale greca comandata dal contrammiraglio Kountouriotis che attaccò e mise in fuga la flotta ottomana; in particolare la Georgios Averof attaccò da sola lasciando indietro le tre vecchie corazzate Hydra, Spetsai e Psara dopo aver segnalato l'ordine di azione indipendente, attaccando prima l'ammiraglia turca Hayreddin Barbarossa e poi la sua gemella Turgut Reis ed obbligando i turchi a ritirarsi, visto anche il sopraggiungere del resto della flotta greca. Le sue torri principali montavano cannoni da 234mm (9,2") che danneggiarono pesantemente la ammiraglia turca e colpirono anche l'altra corazzata presente. Nel mentre le tre Hydra raggiungevano la scena della battaglia ma la ritirata turca non permetteva loro di mettere a segno alcun colpo. In seguito tre dei quattro cacciatorpediniere greci inseguirono la flotta turca in disordinata ritirata, ma senza esito. Da quel momento la squadra greca prese come base il porto di Mudros nell'isola di Lemno.
Un effetto della battaglia, alla quale seguì un mese dopo la battaglia di Lemno, fu quello di far ritirare la flotta turca all'interno dei Dardanelli, sotto la protezione dei forti, ma impossibilitata a scortare convogli di truppe di rinforzo alle armate che combattevano in Europa, contribuendo così alla sconfitta terrestre dell'Impero Ottomano.

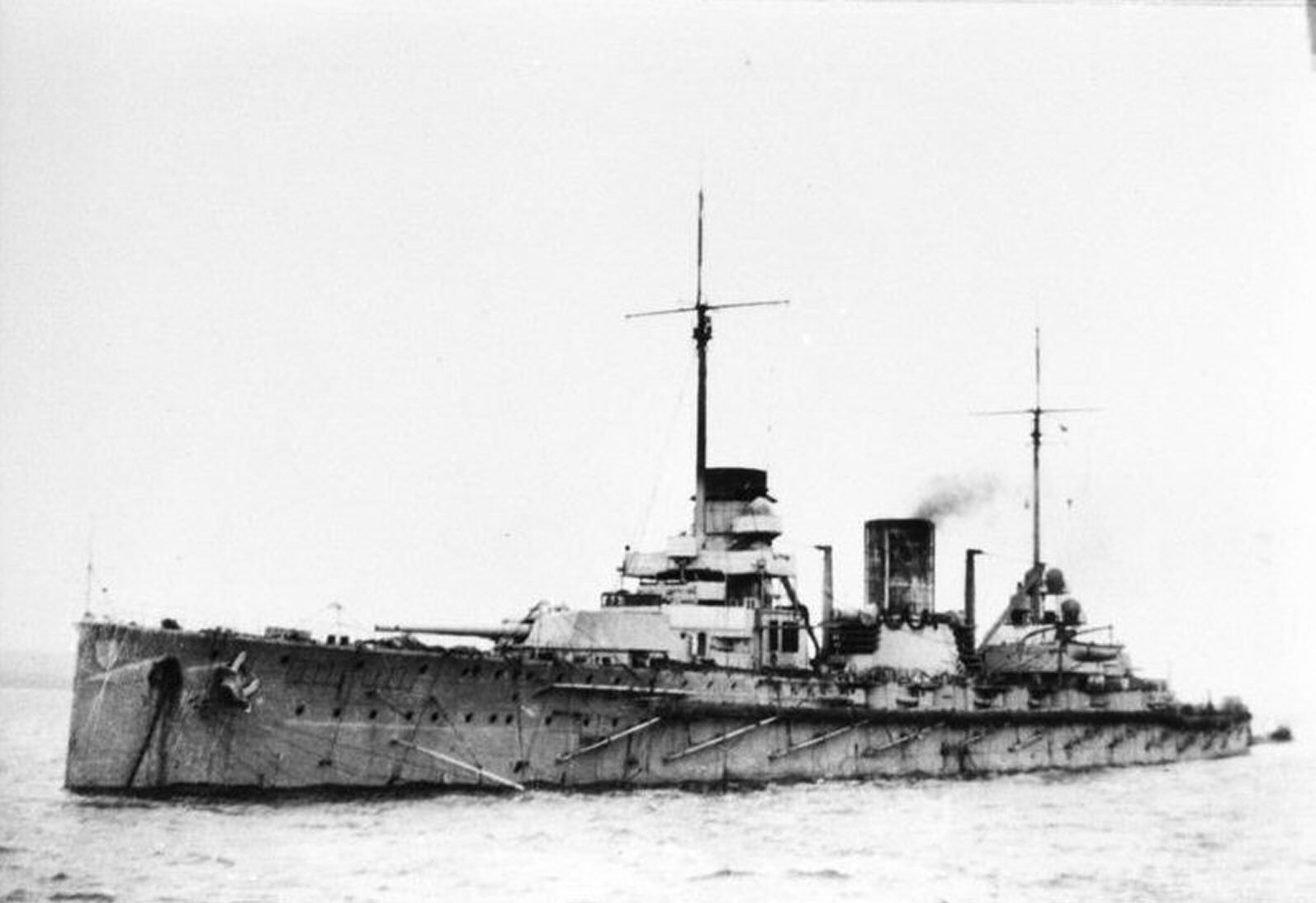
Goeben alla fonda in porto, data ignota.

### Prima guerra mondiale
Durante la prima guerra mondiale venne rinforzata dalle navi tedesche SMS Goeben e SMS Breslau, rispettivamente un incrociatore da battaglia ed un incrociatore leggero che, braccate dalle forze alleate, raggiunsero Istanbul in quel momento neutrale e per evitare l'internamento vennero "donate" alla Sublime Porta continuando ad avere equipaggio e comandante tedeschi ma battendo da allora in poi bandiera turca. Nel pomeriggio del 10 agosto 1914 le due navi entrarono nello stretto dei Dardanelli. Vennero ricevute da una scorta d'onore, che le guidò all'interno del Mar di Marmara. Per ovviare ai limiti dello status di nazione neutrale dell'Impero Ottomano, la Germania trasferì le due navi alla Marina Ottomana il 16 agosto. Il 23 settembre, Souchon accettò il comando della Marina Ottomana. La Goeben fu ribattezzata Sultano Yavuz Selim e la Breslau, Midilli; i loro equipaggi tedeschi indossarono uniformi ottomane ed il fez.
Le navi combatterono aspramente con il resto della flotta nel Mar Nero contro la marina imperiale russa, e oltre a vari scontri minori la Yavuz, scortata dalla Midilli, combatté la Battaglia di Capo Saryč, intercettando la Flotta del Mar Nero 17 miglia al largo della costa della Crimea, il 18 novembre, mentre tornava dal bombardamento della città turca di Trebisonda. Nonostante fosse mezzogiorno era presente la nebbia e, dopo l'avvistamento reciproco da parte degli incrociatori, passò mezz'ora prima che le navi da battaglia si individuassero, quando, ormai erano a 8.000 m di distanza. La Flotta del Mar Nero aveva sperimentato il coordinamento del fuoco da parte di una nave comando prima della guerra e la Evstafi (in russo Евстафий?) non aprì il fuoco finché la nave comando, la Ioann Zlatoust (in russo: Иоанн Златоуст), non fu in grado di rilevare la Yavuz Selim. Quando fu ricevuta la soluzione di tiro, eccedeva di 3.700 m quella rilevata dalla Evstafi, che era di 7.000 m, quindi la Evstafi aprì il fuoco con i propri dati di tiro prima che la Yavuz Selim manovrasse per fare fuoco di bordata. Riuscì a colpire la Yavuz Selim con uno dei suoi proiettili da 305 mm che penetrò parzialmente una delle casematte dei cannoni secondari da 150 mm. Il colpo fece detonare le munizioni presenti nella camera di manovra, uccidendo tutti i membri dell'equipaggio del cannone. In totale morirono 13 uomini e tre rimasero feriti.

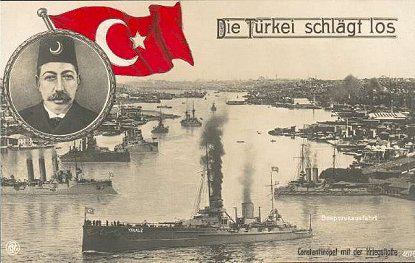
La marina ottomana durante la prima guerra mondiale in una foto del Corno d'Oro

Alla flotta turca venne sistematicamente impedito il passaggio oltre i Dardanelli dalle squadre Alleate, tranne il 20 gennaio 1918, quando la Yavuz e la Midilli lasciarono i Dardanelli sotto il comando del vice-ammiraglio Rebeur-Paschwitz, che aveva sostituito Wilhelm Souchon richiamato in patria a settembre. L'intenzione di Rebeur-Paschwitz era di attirare le forze dell'Intesa lontano dalla Palestina in appoggio delle forze turche nell'area. Fuori dagli stretti, nella sortita nota come la Battaglia di Imbros, la Yavuz Selim sorprese ed attaccò una piccola squadra britannica, priva di protezione da parte di corazzate; nonostante l'opposizione dei cacciatorpediniere HMS Tigress e HMS Lizard, affondò i monitori HMS Raglan e HMS M28 che si erano rifugiati nella baia non potendo sfuggire a causa della loro scarsa velocità. Rebeur-Paschwitz decise di avanzare verso il porto di Mudros nell'isola di Lemno; qui la corazzata britannica pre-dreadnought HMS Agamemnon stava mettendo in pressione le caldaie per ingaggiare le navi turche. Mentre procedeva la Midilli urtò alcune mine ed affondò; anche la Yavuz urtò tre mine. Ritirandosi verso i Dardanelli e inseguita dai due cacciatorpediniere britannici, fu intenzionalmente arenata presso capo Nagara, appena fuori dai Dardanelli. I britannici la attaccarono con i bombardieri del secondo gruppo dell'aviazione navale (Royal Naval Air Service) e la colpirono due volte, senza fare danni rilevanti. Il monitore HMS M17 cercò di colpire la nave arenata ma dovette ritirarsi dopo solo 10 salve per la reazione dell'artiglieria costiera turca. Il sottomarino HMS E14 fu inviato per distruggere la nave danneggiata, ma troppo tardi; la vecchia corazzata Turgut Reis aveva già trainato la Yavuz Selim a Costantinopoli. La Yavuz Selim era inabilitata dagli estesi danni; le riparazioni andarono avanti dal 7 agosto al 19 ottobre.

## Eredità
Al termine della prima guerra mondiale, secondo il Trattato di Sèvres fra l'Impero Ottomano e gli Alleati, la Yavuz avrebbe dovuto essere ceduta alla Marina Britannica come riparazione dei danni di guerra. Dopo la Guerra d'indipendenza turca, guidata da Mustafa Kemal Atatürk, il Trattato di Sèvres fu superato ed al suo posto fu siglato il Trattato di Losanna nel 1923. Con questo trattato, la Turchia riconquistò gran parte della flotta, tra cui la Yavuz Selim. Con la fine dell'Impero ottomano ed in seguito alla proclamazione della repubblica la denominazione venne cambiata in quella attuale di Türk Deniz Kuvvetleri e con l'ingresso della Turchia nella NATO la marina turca beneficiò di estesi aiuti da parte statunitense, ma la Yavuz Selim rimase l'ammiraglia fino al 1950.